# Équipe cycliste Tabriz Petrochemical-CCN
Ne doit pas être confondu avec Équipe cycliste Tabriz Shahrdari.
L'équipe cycliste Tabriz Petrochemical CCN est une équipe cycliste iranienne, créée en 2008 participant aux circuits continentaux de cyclisme et en particulier l'UCI Asia Tour. L'équipe est dissoute à l'issue de la saison 2016.

## Histoire de l'équipe
En 2008, pour sa première saison, elle remporte l'UCI Asia Tour, grâce à des coureurs tels que Hossein Askari, vainqueur du classement individuel devant Ghader Mizbani, deuxième et Hossein Nateghi, troisième. Elle le remporte également en 2009, plaçant Ghader Mizbani et Andrey Mizourov aux deux premières places. En 2010, elle remporte une troisième fois l'UCI Asia Tour, grâce aux Iraniens Mahdi Sohrabi, Hossein Askari et Ghader Mizbani qui trustent les trois premières places du classement individuel. Son quatrième trophée, en quatre participations, est obtenu dès l'année suivante. Après avoir remporté trente-et-une victoires en 2008, et vingt-sept, les deux saisons suivantes, lors de l'UCI Asia Tour 2011, les Iraniens remportent trente-cinq victoires. Mahdi Sohrabi garde son trophée tandis que Boris Shpilevsky remporte de nombreuses courses.
En 2012, bien qu'ils apportèrent beaucoup, les dirigeants se séparent de leurs coureurs étrangers comme Markus Eibegger, Tobias Erler ou bien Boris Shpilevsky. Même si Hossein Alizadeh s'impose en individuel, la formation réalise sa pire saison, depuis leur entrée sur le circuit asiatique, en remportant seulement sept victoires et en terminant deuxième du classement par équipes.
En 2013, avec une formation composée exclusivement d'Iraniens, les hommes de Mohammad Esmaeil Delbari retrouvent leur hégémonie sur le cyclisme asiatique. Seules dix-huit victoires sont accumulées durant l'année mais dans des courses d'un niveau supérieur. Les six victoires dans des courses par étapes en sont la preuve.
Du Tour de Langkawi, où le jeune Amir Kolahdozhagh s'illustre en terminant dixième au classement général, après avoir conclu la fameuse étape aux Genting Highlands au sixième rang, jusqu'à la fin de la campagne, les résultats se sont succédé. Après une treizième place en Malaisie, Ghader Mizbani s'impose au Tour des Philippines, devant son équipier Kolahdozhagh, alors que Mahdi Sohrabi remporte la troisième étape, après sa saison compliquée chez Lotto-Belisol. Puis la récolte continue dans leur propre pays, avec, encore, une victoire de Mizbani Iranagh dans un classement général, celui du International Presidency Tour. Il s'adjuge en outre la cinquième étape; Kolahdozhagh, quant à lui, finit, cette fois, troisième. Même résultat en Indonésie, au Tour de Singkarak, Mizbani Iranagh, premier et Kolahdozhagh, troisième; ce dernier remporte une étape, tout comme ses équipiers Mahdi Sohrabi et Hossein Askari.
En juillet, Samad Poor Seiedi intègre la formation, après une suspension de deux ans. Lors de la troisième étape du Tour du lac Qinghai 2013, il s'impose devant son équipier Amir Kolahdozhagh, devançant de plus de cinquante secondes le reste du peloton. Onze jours plus tard, cette avance lui permet de remporter l'épreuve la plus importante glanée par sa formation en 2013. Un mois plus tard, au Tour de Bornéo, Ghader Mizbani remporte sa quatrième course par étapes de l'UCI Asia Tour 2013. Il assortit cette victoire de deux étapes. Sohrabi s'en adjugeant également deux tandis que Poor Seiedi finit comme dauphin de son équipier. Ces succès permettent à la formation de s'adjuger le classement par équipes 2013, avec plus de deux cents points d'avance sur l'équipe Nippo-De Rosa. L'année se termine par la victoire de Samad Poor Seiedi dans le Tour de l'Ijen, épreuve de l'UCI Asia Tour 2014.
La plupart des coureurs ont arrêté leur carrière à la fin de l'année 2016 et l'équipe n'est pas reconduite.

## Classements UCI
L'équipe participe aux circuits continentaux et principalement à des épreuves de l'UCI Asia Tour. Le tableau ci-dessous présente les classements de l'équipe sur les différents circuits, ainsi que son meilleur coureur au classement individuel.
UCI Africa Tour
| Saison | Classement par équipes | Meilleur coureur au classement individuel |
| ------ | ---------------------- | ----------------------------------------- |
| 2010   | 10e                    | Boris Shpilevsky (49e)                    |

UCI America Tour
| Saison | Classement par équipes | Meilleur coureur au classement individuel |
| ------ | ---------------------- | ----------------------------------------- |
| 2010   | 22e                    | Andrey Mizourov (112e)                    |

UCI Asia Tour
| Saison | Classement par équipes | Meilleur coureur au classement individuel |
| ------ | ---------------------- | ----------------------------------------- |
| 2008   | 1re                    | Hossein Askari (1er)                      |
| 2009   | 1re                    | Ghader Mizbani (1er)                      |
| 2010   | 1re                    | Mahdi Sohrabi (1er)                       |
| 2011   | 1re                    | Mahdi Sohrabi (1er)                       |
| 2012   | 2e                     | Hossein Alizadeh (1er)                    |
| 2013   | 1re                    | Ghader Mizbani (3e)                       |
| 2014   | 1re                    | Samad Poor Seiedi (1er)                   |

UCI Europe Tour
| Saison | Classement par équipes | Meilleur coureur au classement individuel |
| ------ | ---------------------- | ----------------------------------------- |
| 2010   | 103e                   | Boris Shpilevsky (663e)                   |
| 2011   | 100e                   | Markus Eibegger (622e)                    |

## Principales victoires

### Championnats nationaux
- Championnats d'Iran sur route : 12
  - Course en ligne : 2008, 2013 (Ghader Mizbani), 2010 (Mahdi Sohrabi), 2012 (Hossein Alizadeh) et 2015 (Behnam Maleki)
  - Contre-la-montre : 2008, 2010, 2011 (Hossein Askari), 2009 (Mahdi Sohrabi) et 2014 (Alireza Haghi)
  - Course en ligne espoirs : 2015 (Amir Kolahdozhagh) et 2016 (Mohammad Ganjkhanlou)
- Championnats du Kazakhstan sur route : 2
  - Contre-la-montre : 2009 et 2010 (Andrey Mizourov)

## Tabriz Petrochemical CCN en 2016[7]

### Effectif
| Cycliste                    | Date de naissance | Nationalité | Équipe 2015          |  |
| --------------------------- | ----------------- | ----------- | -------------------- |  |
| Behnam Ariyan               | 11 avril 1990     | Iran        | Pishgaman Giant      |  |
| Alireza Asgharzadeh         | 12 avril 1986     | Iran        | Tabriz Shahrdari     |  |
| Esmaeil Bagheri             | 22 octobre 1994   | Iran        |                      |  |
| Maik Robert Cioni           | 17 octobre 1979   | Italie      | Tabriz Shahrdari     |  |
| Mohammadreza Eimanigoloujeh | 15 juin 1993      | Iran        | Tabriz Shahrdari     |  |
| Mohammad Ganjkhanlou        | 7 mars 1989       | Iran        |                      |  |
| Ali Khademi                 | 1er janvier 1992  | Iran        | Tabriz Petrochemical |  |
| Behnam Khalilikhosroshahi   | 7 février 1989    | Iran        | Tabriz Petrochemical |  |
| Pouya Khatoon Abadi Azar    | 5 septembre 1994  | Iran        |                      |  |
| Karim Khorrami              | 5 juin 1991       | Iran        | Tabriz Petrochemical |  |
| Abolfazl Nazari Daghalian   | 4 mai 1991        | Iran        | Tabriz Petrochemical |  |
| Hamed Pasebankhajeh         | 23 septembre 1988 | Iran        |                      |  |
| Mehdi Rajabi                | 20 mars 1994      | Iran        | Pishgaman Giant      |  |
| Hamid Shirisisan            | 20 mars 1994      | Iran        | Tabriz Petrochemical |  |

### Victoires
| Date       | Course                               | Pays | Classe | Vainqueur            |
| ---------- | ------------------------------------ | ---- | ------ | -------------------- |
| 09/05/2016 | Championnat d'Iran sur route espoirs | Iran | CN     | Mohammad Ganjkhanlou |